# Господска улица (Земун)
44° 50′ 44″ С; 20° 24′ 48″ И / 44.845432° С; 20.413452° И
| Господска улица                                 | Господска улица      |
| ----------------------------------------------- | -------------------- |
|                                                 |                      |
| Општина                                         | Земун                |
| Почетак                                         | Улица Главна (Земун) |
| Крај                                            | Кеј ослобођења       |
| Дужина                                          | 345 m                |
|                                                 |                      |
|                                                 |                      |
| Поглед на Господску улицу са Магистратског трга |                      |

Улица Господска је део просторно културно-историјске целине од великог значаја Старо језгро Земуна и део пешачке зоне. Са Гајевом и Фрушкогорском улицом чини јединствену амбијенталну целину.

## Име
Име улице Господска појављује се још на плану из 1788. године.

## Карактер улице
Просторна диспозиција Господске улице одредила је кроз историју и њену намену, нарочито становања и централних функција које се међусобно прожимају, што је традиционална особина историјског средишта. Претежна намена Господске улице, коју је задржала до данас, јесте садржај градског центра - стамбена, управно-административна и трговачка функција. Објекти су стамбеног типа, са различитим делатностима у приземљу. Преовлађују једноспратне куће.

## Изглед улице
Зграде у Господској улици подигнуте су у непрекинутом низу и у грађевинској линији, чиме је доследно спроведена блоковска изградња са компактним чврстим фронтовима. Блокови зграда који је окружују изграђени су на фронталним странама, док су унутар блокова дворишта и баште. Унутар дворишта често су се налазили и мањи, помоћни објекти.
Једина која нарушава склад је зграда на броју 8-12, саграђена 1960. године на месту три срушене куће с краја 18. и почетка 20. века. Овај објекат својом величином, обликом, негирањем парцелације и положајем у односу на грађевинску линију улице, у потпуном нескладу са амбијентом и архитектонско-урбанистичким параметрима Господске улице.

## Историја
Језгро будуће вароши у Земуну формирало се у првој половини 18. века. Године 1749. Земун је проглашен слободним војним комунитетом. Градска управа, односно Магистрат, основана је 1751. године. Средином 18. века Земун је занатлијско место, трговиште за пољопривредно и погранично становништво, као и место где се царини роба која из Турске прелази у Аустрију, што је утицало на развој урбане структуре насеља. Најстарији сачуван план потиче из 1740. године и обухвата блок кућа омеђених данашњим улицама Главна и Господска, које су до данас задржале своје трасе и Магистратским тргом. Према овом најстаријем плану структуру блока чине мањи објекти, вероватно куће, од слабог материјала и зграде већих димензија, стамбено-пословне намене. Ни један од ових објеката није сачуван.
Господска улица била је засађена дрворедима са обе стране до почетка 19. века, када се зелени фонд осетно смањио, тако да на плану Карла Бертолда из 1830. године дрвореда више нема. На старим разгледница с почетка 20. века (око 1910) може се видети да је улица тада имала пешачке тротоаре, а коловоз је био поплочан калдрмом. Место где се данас Господска улива у Кеј ослобођења некада се налазило у зони речног путничког пристаништа.

### Живот у Господској улици
У Господској улици породични живот се одвијао у становима који су заузимали спрат зграда, док су се у приземљу одвијале различите делатности. По правилу до стамбених просторија долазило се дрвеним, а ређе каменим степеништем, а потом се ступало у хол, из кога се улазило у салонске, трпезаријске и остале просторије. По кућним салонима одвијао се богат друштвени живот. Салони су одражавали жељу власника да презентује друштвени статус и економску снагу. Били су складно опремљени, најчешће луксузним намештајем, а зидове су красиле уметничке слике. У отвореним салонима познатих породица одржавани су концерти, читала се поезија, разговарало уз чај и кафу о филозофским, књижевним или уметничким темама. Познати су били салони у кућама породица Марковић, Николић, Спирта и других.

## Реконструкцијe
Године 1999. Господска улица је реконструисана и постала је део пешачке зоне Старог језгра Земуна. Током ове реконструкције улица је поплочана тако што су на армирано бетонску подлогу постављене ливене бетонске плоче. Многи житељи Земуна тада су изразили незадовољство новим изгледом улице, квалитетом радова и употребљених материјала.
Године 2017. улица је поново реконструисана, урађена је у савременом духу, по угледу на централноевропске престонице, поново уз негодовање Земунаца. Овога пута плански је поплочана асиметрично постављеним гранитним каменим плочама и каменим коцкама, тако да пешачка зона изгледа као река са обалом, што је естетски улицу повезало са Дунавом, на који излази. Камене плоче највећег формата, постављене су у средњој зони улице, где је највећи интензитет пешачког кретања, док се ка зградама камен уситњава. Према речима Милутина Фолића, тадашњег главног градског архитекте, пролазници који разгледју излоге спорије се крећу него пешаци који журе средином улице.
На раскрсници Господске и Лагумске улице је 2018. године постављена и чесма-фонтана, рад Душана Петровића, професора вајарства на београдском Факултету ликовних уметности.

## Значајни објекти
- Кућа породице Марковић - споменик културе, Господска 14[14]
- Заветни крст у Земуну - на раскрсници Господске и Магистратског трга[15]
- Споменик природе Винова лоза у Земуну - двориште куће у Господској 4[16]
- Остаци античког Таурунума - Господска 10[17]

## Околне улице
Господска улица Почиње од Главне, између бројева 24 и 26 и завршава се уливањем у улицу Кеј ослобођења, која се пружа дуж истоименог кеја. У Господску се, са леве стране, између бројева 11 и 13, улива Лагумска улица. По средини се укршта са Магистратским, Масариковим (са десне стране) и Великим тргом (са леве стране). Улица је искључиво пешачка.